# Ibanez JEM
La Ibanez JEM è un modello di chitarra elettrica realizzata dall'azienda giapponese Ibanez a partire dal 1987.
Il più noto utilizzatore di questo strumento, che tra l'altro ne ha anche curato la realizzazione, è Steve Vai.
Oltre a varie serie limitate sono state realizzati diversi modelli di JEM (JEM7, JEM77, JEM777, JEM555 e JEM333) e sebbene essa sia una chitarra signature, ne sono stati prodotti anche modelli più economici.
La Jem è chiaramente una chitarra dallo stile Super Strat.

## La storia delle JEM di Steve Vai
Inizialmente Vai suonava chitarre di marca Charvel & Jackson. Con Joe Despagni e Tom Anderson creò diverse chitarre custom e utilizzò il modello di Tom Anderson per registrare il demo dell'album Skyscraper di David Lee Roth. Vai cominciò a portare con sé le chitarre di Tom Anderson durante i propri tour, nonostante la loro discutibile resistenza.
Poco prima di uno spettacolo la chitarra si ruppe, quindi Steve Vai decise di non usare chitarre Anderson e di fare un accordo con un produttore di chitarre più importante. Poco prima del Natale 1986, Ibanez ricevette da Vai le specifiche e realizzò un prototipo che risultò soddisfacente. In cinque mesi nacque la JEM e la serie RG, che furono presentate nel 1987.
Prendendo spunto da altre chitarre, Vai unì le caratteristiche che preferiva (legno utilizzato, peso, pick-up, ecc.) e le riunì in una sola chitarra. Prima ancora di iniziare a collaborare con Ibanez, Vai decise di utilizzare pick-up DiMarzio.
(Steve Vai)
Vai non voleva legare la chitarra al proprio nome, per questo il modello non porta il suo nome (come in altri casi di chitarre signature). Comunque le proprie chitarre che utilizza in studio e in concerto (EVO e FLO) sono modificate rispetto ai modelli in commercio.

## Caratteristiche

### Monkey Grip
Il Monkey Grip (traducibile come "impugnatura di scimmia") è una maniglia intagliata sul corpo della chitarra, che oltre a caratterizzare la chitarra e ad essere usata per fare legati con una mano, ha anche uno scopo pratico, infatti il manico dalla JEM è molto sottile e rischierebbe di rompersi se lo si sforza troppo quando la si prende in mano, quindi il Monkey Grip serve per evitare di afferrare la chitarra per il manico.

### Lion's Claw
Il Lion's Claw ("artigli di leone") si trova in corrispondenza del ponte, il corpo della chitarra è stato incavato per lasciare spazio al tremolo di spostarsi in alto o in basso. Inoltre è possibile spostare il ponte anche senza la leva del tremolo.

### Tree of life
I segnatasti della tastiera sono sostituiti da un intarsio con motivi floreali, chiamato tree of life ("albero della vita"), realizzato in perloide e abalone.

## Modelli
Di seguito sono elencati e descritti i vari modelli di JEM:
- JEM 77 presenta alcuni modelli decorati con motivi floreali, come la JEM77FP Floral Pattern, o con diversi colori, JEM77PMC Purple MultiColor. Una variante della JEM77, la JEM77BRMR, ha una finitura metallica e al posto dell'albero della vita dei segnatasti tondi, o ancora la JEM77P BFP Blue Flower Pattern.
- JEM 77V simile alla 77 come caratteristiche, ma senza decorazioni floreali sul corpo, disponibile solo colorata in nero con battipenna argentato.
- JEM 777 creata nel 1987, attualmente Ibanez non vende più quest'ultima, così come alcuni modelli sono rari (come la JEM777LNG, edizione limitata firmata da Vai in persona).[3]
- JEM 7V deriva dalla chitarra principale più suonata da Steve, la EVO. La serie è continuata con la 7VWH, inizialmente con tastiera in ebano poi cambiata in palissandro dal 2003. Si distingue dalle altre JEM per avere il corpo in ontano giapponese (a differenza delle altre che sono in tiglio americano), che gli conferisce una sonorità particolare.[4]
- JEM 333 disponibile sono nel mercato asiatico e sudamericano. In pratica è una Ibanez RG350EX con Monkey Grip, pick-up Infinity e ponte tremolo Edge III.
- JEM 555  prodotta in Corea ed è inferiore come qualità rispetto agli altri modelli.
- JEM 505 introdotta nel 2010 e prodotta in Giappone, con costi accessibili come la 555. Il manico in acero con segnatasti tondi, ponte Edge, realizzata in bianco o nero, pick-up V7, S1 e V8.
- JEM 70V disponibile nel colore acquamarina (Sea Foam Green), appartiene alla serie Premium che si contraddistingue per l'elevata qualità ad un prezzo ridotto rispetto alla serie Prestige.[5]
- Jem 7V7 chitarra a 7 corde, introdotta nel 2013, simile alla 7V ma con pick-up DiMarzio Blaze.[6]

### Serie limitate

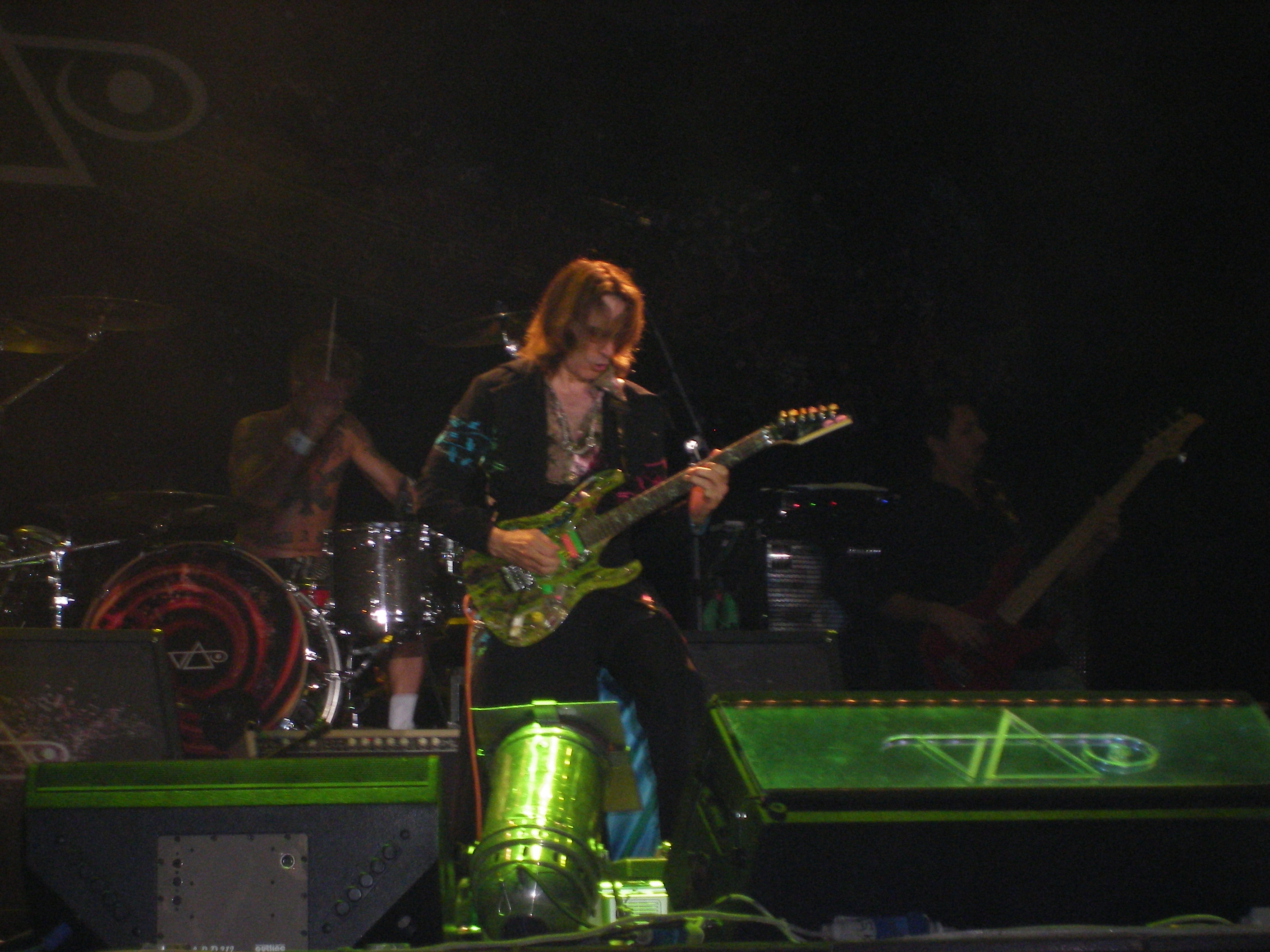
Steve Vai in concerto a Roma nel 2007 con una JEM20th Anniversary

Dall'Ibanez Jem sono derivate chitarre come:
- JEM10 realizzata nel 1997 per il decimo anniversario della JEM. Il battipenna in alluminio è decorato con incisioni floreali e vi è riportato il numero seriale. Sono state prodotte 852 chitarre JEM10 (210 di queste negli USA).
- JEM90HAM questo modello è stato prodotto per ricordare il 90º anniversario di Hoshino Gakki, proprietario e fondatore della Ibanez. HAM è l'acronimo di Hoshino Anniversary Model. La chitarra è simile a una JEM10, se non per il colore. Sono state realizzate 831 chitarre di questo modello.
- JEM2KDNA (conosciuta anche com VAI2KDNA) prodotta in soli 300 esemplari al mondo, realizzata per celebrare il terzo millennio. Caratteristica principale è la presenza di tracce di sangue di Steve Vai nella vernice, si dice circa due pinte (circa 1 litro). La sigla 2K indica l'anno di uscita, 2000, e DNA, appunto, il dna di Vai. Sulla tastiera è presente un intarsio che ricorda la forma elicoidale del dna.[7]
- JEM20th Anniversary realizzata per celebrare i 20 anni di collaborazione tra Vai e Ibanez, corpo in materiale acrilico trasparente attraversato da striature di colore, e con una serie di led verdi che illuminano la chitarra. Il 7 luglio 2011 sul canale ufficiale YouTube di Vai, è stato pubblicato un video che annuncia la vendita su Ebay della chitarra JEM20th Anniversary, autografata, suonata durante il concerto da cui è stato tratto l'album e DVD Where the Wild Things Are.[8] Anche Joe Satriani e Paul Gilbert hanno partecipato all'asta di beneficenza, mettendo in vendita ognuno una propria chitarra. Il ricavato è stato donato a Cliff Cultreri, che soffre di una grave malattia.[9]
- JEM 77777 (Design a JEM Contest) raggiunta quota 77.777 di esemplari venduti dei modelli Ibanez JEM & Universe, la Hoshino Gakki Co. Ltd. in collaborazione con Steve Vai, ideano nel 2010 il "Design a JEM Contest".[10] Il concorso consisteva nel realizzare la grafica JEM dei propri sogni, mantenendo le caratteristiche tecniche peculiare della JEM; la miglior grafica proposta sarebbe stata poi utilizzata per realizzare 2 esemplari di questa chitarra; una per Steve Vai e una per il vincitore del concorso. Il termine ultimo per la presentazione delle proposte era stato fissato per Il 6 giugno 2010 (50º compleanno di Steve Vai). A distanza di un mese, esattamente il 7 luglio 2010, il vincitore è stato annunciato ufficialmente sui siti di Ibanez e di Steve Vai.[11][12] Tra più di 3000 proposte provenienti da tutto il mondo, la grafica migliore scelta dallo stesso Steve Vai è stata quella dell'italiano Alessandro Serrago. Le chitarre sono state appositamente realizzate dal “Los Angeles Custom Shop” di Ibanez in California.

### La EVO
La chitarra prende il nome dai pick-up DiMarzio Evolution. È la chitarra principale di Steve Vai, il modello di partenza è un modello simile alla Ibanez RG, ma con le seguenti caratteristiche:
- corpo: in ontano
- manico: di tipo wizard della Ibanez in 2 pezzi, tastiera in palissandro con 24 tasti, attaccatura AAJN ("all access joint neck" tradotto "unione del manico con accesso a tutti [i tasti]"). Gli ultimi tasti (dal 21 al 24) sono stati incavati[14] per maggior controllo dei bending, dei vibrato e velocità di esecuzione.
- pick-up: DiMarzio Evolution, creati appositamente per Steve Vai, sono considerati piuttosto difficili da suonare in quanto non coprono alcun rumore esterno alle note suonate.
- ponte: Ibanez Edge, con l'aggiunta di un Ibanez Backstop (ormai fuori produzione), un sistema in controtensione con le molle, che spinge il ponte a tornare in posizione normale.

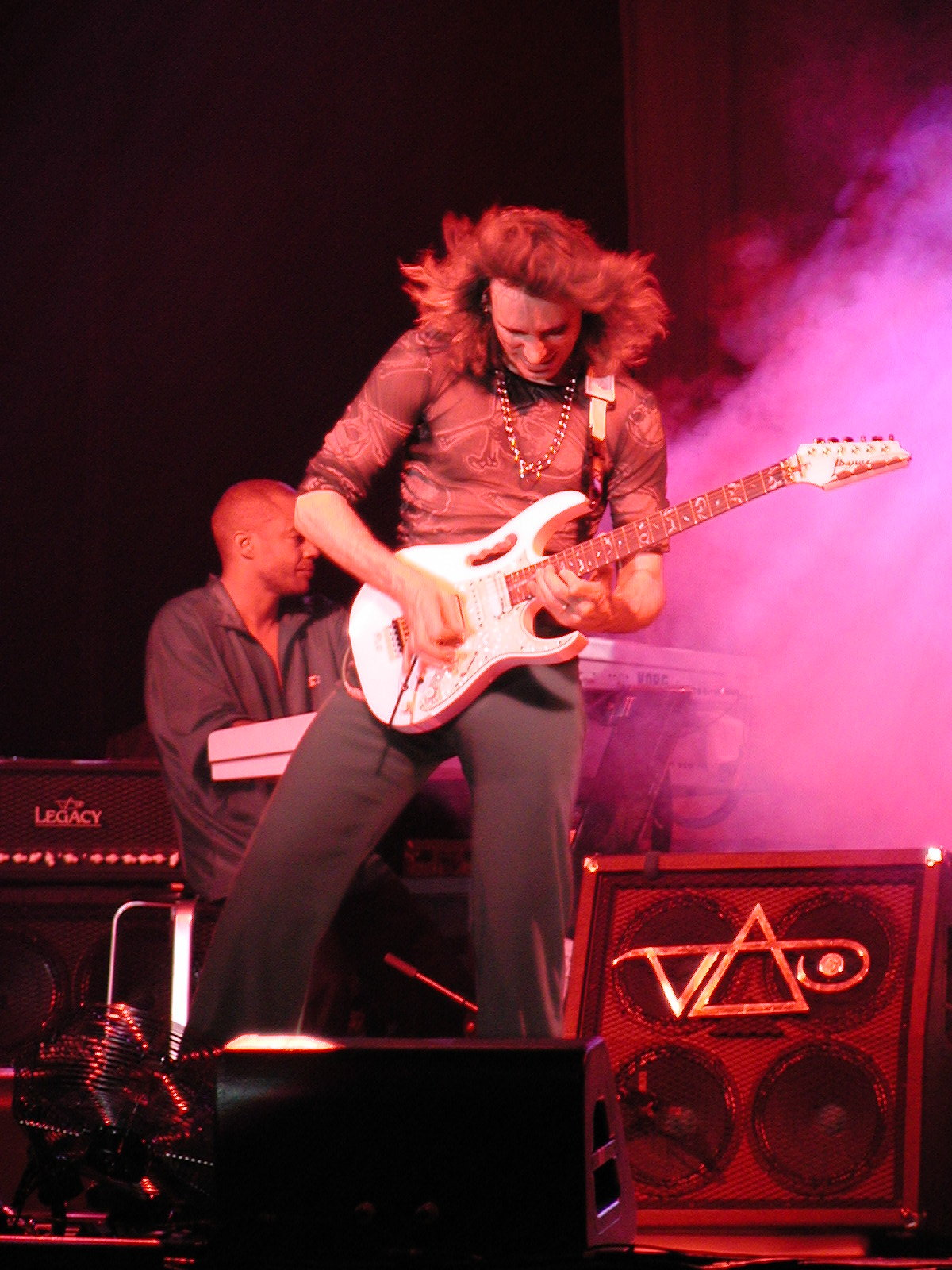
Steve Vai in concerto a Milano nel 2004 con la FLO

Inoltre il pick-up al manico è stato montato al contrario, per avere il coil splitting verso il manico, e nella parte inferiore del pick-up c'è un adesivo con scritto KNOX (che deriva da una frase mantra "Konx om pax") che serve per evitare che la corda del Mi cantino rimanga incastrata sotto il pickup.
È la chitarra preferita di Steve Vai, tanto che continua ad usarla nonostante il corpo irrimediabilmente crepato, il manico è stato sostituito diverse volte dopo che l'originale è andato distrutto durante un concerto in Australia nel 1997; quindi, per preservarla, nei concerti tende a usarla di meno.
Nel 2012 Ibanez ha presentato la JEM EVO, chitarra in edizione limitata prodotta in soli 100 modelli per celebrare i 25 anni della JEM. Replica fedele del modello appartenente a Steve Vai in tutti i dettagli: manopole del volume e tono non abbinate, adesivo sul pick-up al manico, ponte Edge, scritta EVO vicino al ponte, graffi sul corpo e crepe in prossimità del manico. Mentre la EVO originale presenta l'autografo di Les Paul sul retro, questa replica ha la firma di Steve Vai. Lo strumento è venduto insieme a certificato di autenticità, custodia rigida e una tracolla DiMarzio.

### La FLO
La FLO è la seconda chitarra più suonata da Steve Vai, ed è quella che usa per avere il famoso suono "infinito" in alcuni suoi brani (ad esempio Whispering a Prayer), ha le seguenti caratteristiche:
- Corpo: in tiglio, manico con tasti True Temperament con attaccatura AAJN (come la EVO) a 24 tasti.
- Pick-up: PAF PRO ( -2004) Evo 2 (2005- ) gli stessi della EVO (eccetto quello al manico) con sistema Fernandes Sustainer.
- Ponte: Ibanez Lo Pro Edge.

È la chitarra più usata da Steve Vai nei suoi live.

### Altre
Oltre alla EVO e alla FLO, Steve Vai ha avuto diverse altre chitarre modificate (FLO III, Mojo, PIA, Pogo, G, EVO II) senza considerare i vari prototipi. Durante il tour del 2012 che ha seguito l'uscita di The Story of Light Vai ha suonato, tra le altre, anche una chitarra (simile per caratteristiche alla FLO) chiamata Xavia. Raramente ha anche usato in alcuni live un prototipo di Jem 70V, con tastiera scallopped e Fernandes Sustainer.
Sempre dalla collaborazione tra Steve Vai e Ibanez è nata anche la Ibanez Universe, chitarra a sette corde, senza Monkey Grip.